# Catherine Quiminal
 (août 2022).
Si vous disposez d'ouvrages ou d'articles de référence ou si vous connaissez des sites web de qualité traitant du thème abordé ici, merci de compléter l'article en donnant les références utiles à sa vérifiabilité et en les liant à la section « Notes et références ».
Catherine Quiminal est une anthropologue et sociologue française contemporaine. Elle a été  professeure à l'Université Paris VII, et membre du Centre d'Études Africaines de l'EHESS, puis directrice adjointe de l'URMIS (Unité de recherche Migrations et société) Université Paris Diderot.
Elle est aussi connue pour s'être engagée politiquement, en particulier sur la question des immigrés,  des travailleurs sans-papiers, des réfugiés. Elle a été membre de l'Union des communistes de France marxiste-léniniste (UCF(ml)).
Dans son livre Guerres et indépendance : Viet Nam Kampuchea paru en 1982, elle met en perspective les « erreurs tragiques de l'État Khmer rouge » (p. 88), liées  à l'impréparation des dirigeants, à « l'agression vietnamienne » (p. 92),  à « l'absence d'unité autour du projet communiste » et surtout à la non séparation de l'État et du Parti, à la volonté de créer un homme nouveau à n'importe quel prix.

## Publications
- La politique extérieure de la Chine, Paris, Maspero, 1975.
- L'invasion du Cambodge par le Vietnam. Eléments d'histoire et points de repère, Marseille, Éditions Potemkine, 1979.
- Guerres et indépendance :Viet Nam Kampuchea, Paris, Anthropos, 1982.
- Gens d'ici, gens d'ailleurs, Paris, Bourgois, 1991.
- Les lois de l'inhospitalité, Paris, La Découverte, 2002[2].
- La république et ses étrangers; 50 années de rencontre avec l'immigration malienne en France, La Dispute, 2022.